# Edgar Bergen
« Charlie McCarthy » redirige ici. Pour les autres significations, voir MacCarthy et Bergen.
Edgar Bergen est un acteur américain, né le 16 février 1903 à Chicago, Illinois (États-Unis) et mort le 30 septembre 1978 à Las Vegas (Nevada). En tant que ventriloque, il est connu pour avoir animé les marionnettes Charlie McCarthy et Mortimer Snerd.

## Biographie
Il épouse en 1945 Frances Westerman (1922-2006) dont il aura deux enfants, l'actrice Candice Bergen en 1946, et Kris en 1961,.

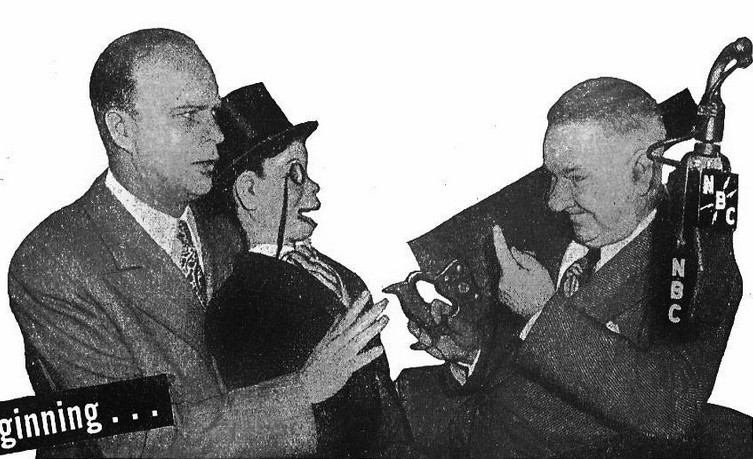
Edgar Bergen et « Charlie McCarthy » avec W. C. Fields dans l'émission The Chase and Sanborn Hour (vers 1945).

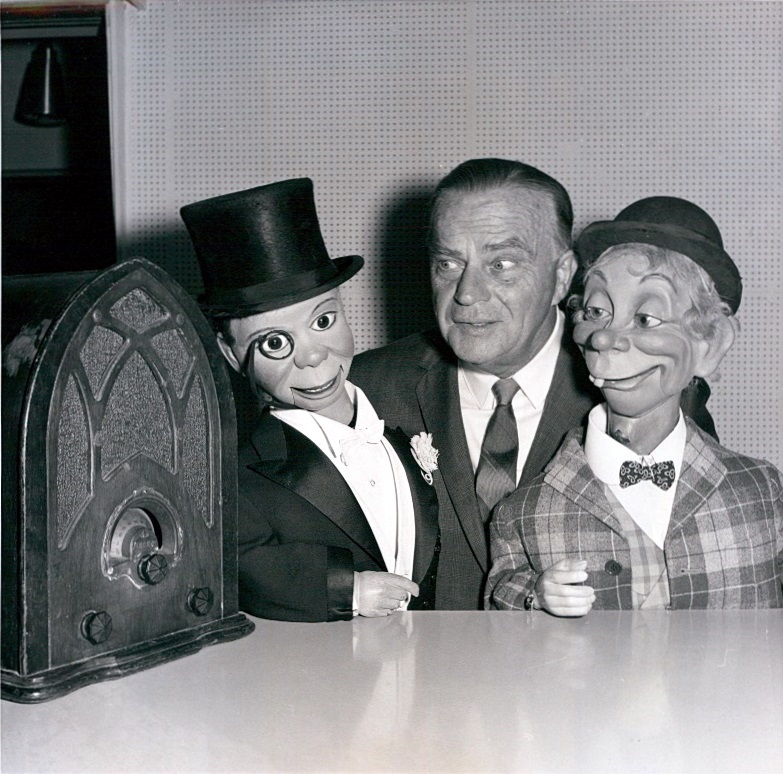
Edgar Bergen en 1966 avec ses marionnettes Charlie McCarthy et Mortimer Snerd.

## Filmographie

### comme acteur
- 1930 : The Operation de Murray Roth : Docteur
- 1930 : Office Scandal
- 1931 : Donkey Business d'Arthur Hurley
- 1931 : The Eyes Have It d'Alfred J. Goulding : Dr. Wilbur Grant
- 1931 : Free and Easy de Roy Mack : Professor
- 1933 : Africa Speaks -- English de Roy Mack : Uncle
- 1934 : Pure Feud de Joseph Henabery : Edgar Albert Appletree
- 1934 : At the Races de Joseph Henabery : Edgar Bergen
- 1935 : Two Boobs in a Balloon de Lloyd French : Prof. Cicero Pu
- 1935 : All-American Drawback de Lloyd French
- 1936 : Nut Guilty de Lloyd French : Judge Bergen
- 1937 : A Neckin' Party de Lloyd French : Edgar Bergen
- 1937 : Double Talk de Lloyd French : Dr. Bergen
- 1938 : Hollywood en folie (The Goldwyn Follies) de George Marshall : Edgar Bergen
- 1938 : Letter of Introduction (en) de John M. Stahl : Edgar Bergen
- 1939 : Sans peur et sans reproche (You Can't Cheat an Honest Man) : The Great Edgar
- 1939 : Charlie McCarthy, Detective de Frank Tuttle : Edgar Bergen / Voice of Charlie McCarthy and Mortimer Snerd
- 1941 : Look Who's Laughing d'Allan Dwan : Edgar Bergen
- 1942 : Here We Go Again d'Allan Dwan : Edgar Bergen / Voices of Charlie McCarthy and Mortimer Snerd
- 1943 : Le Cabaret des étoiles (Stage Door Canteen) de Frank Borzage
- 1944 : Hollywood Mélodie (Song of the Open Road) de S. Sylvan Simon,
- 1947 : Mickey et le Haricot magique (Mickey and the Beanstalk) : Narrator (voix)
- 1948 : Tendresse (I Remember Mama) de George Stevens : Peter Thorkelson
- 1950 : Dans les mers de Chine (Captain China) de Lewis R. Foster : Mr. Haasvelt
- 1953 : Mystery Lake de Larry Lansburgh : Dr. Sorenson
- 1964 : Le Prix d'un meurtre (The Hanged Man) de Don Siegel (TV) : Réceptionniste de l'hôtel
- 1965 : One Way Wahini de William O. Brown : Sweeney
- 1967 : Comment réussir en amour sans se fatiguer? (Don't Make Waves) d'Alexander Mackendrick : Madame Lavinia
- 1968 : Rogues' Gallery de Leonard Horn
- 1971 : The Homecoming: A Christmas Story (es) (TV) : Grandpa Zebb Walton
- 1972 : My Sister Hank (TV) : Grandpa Bennett
- 1976 : Won Ton Ton, le chien qui sauva Hollywood (Won Ton Ton, the Dog Who Saved Hollywood) de Michael Winner  : Prof. Quicksand
- 1979 : Les Muppets, le film (The Muppet Movie) de James Frawley : lui-même

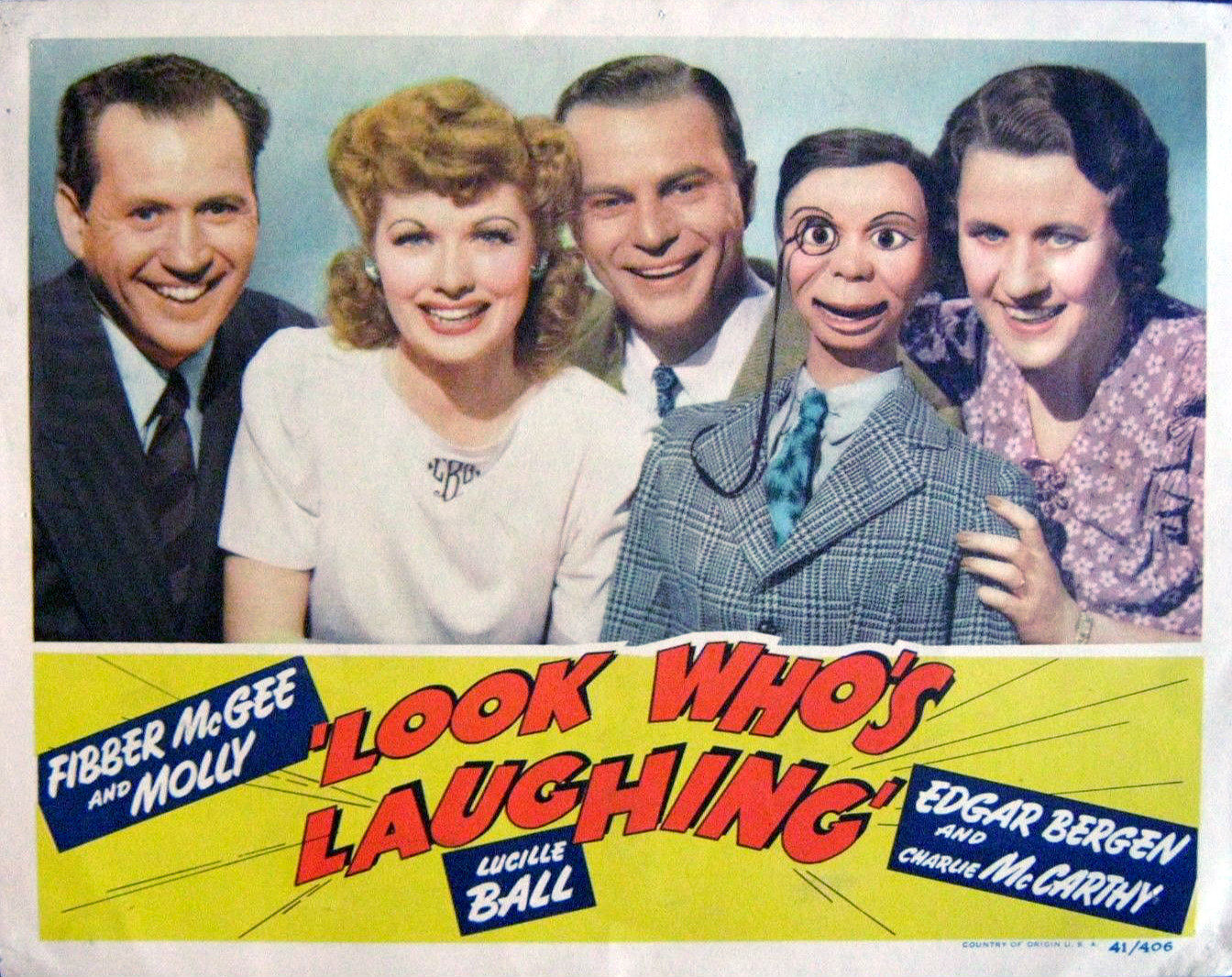
Publicité avec Edgar Bergen et sa marionette pour le film Look Who's Laughing sorti en 1941.

## Anecdotes
Citation : « Travailler dur n'a jamais tué personne. Mais pourquoi prendre le risque ? »